# Roberto Dal Prà

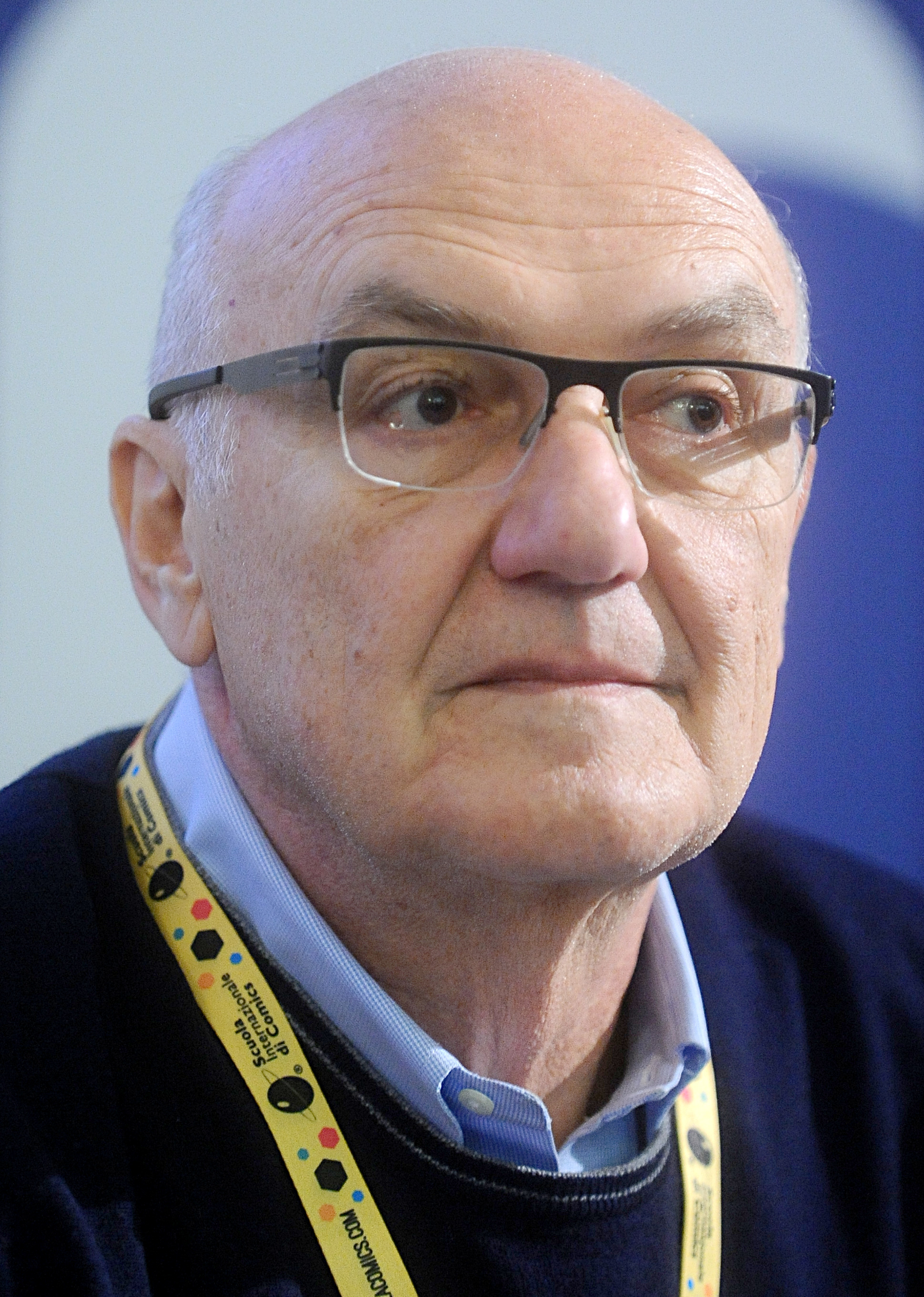
Roberto Dal Prà nel 2017

Roberto Dal Prà (Roma, 23 giugno 1952) è un fumettista italiano, che collabora alle principali riviste di fumetti italiane come Il Giornalino, Lanciostory, Skorpio, Intrepido, Orient Express, Comic Art, L'Eternauta.

## Biografia
Esordì come fumettista nel 1978 scrivendo alcune storie brevi per Lanciostory e Skorpio dell'Editoriale Aurea per poi collaborare negli anni con numerose riviste italiane come Il Giornalino (Edizioni San Paolo), Orient Express (Bonelli editore), Comic Art e l'Eternauta, Splatter e Torpedo (Acme editoriale), Intrepido (Universo/Milano) e francesi come Pilote & Charlie (Dargaud).
Sul quotidiano Il Messaggero pubblicò nel 1983 il racconto Welcome to Rome. Insieme al disegnatore Rodolfo Torti realizza le serie Fireman e Jan Karta e, con Giancarlo Alessandrini, nel 1991 pubblica sul mensile L'Eternauta la serie Anastasia Brown. Con la serie Jan Karta  vince nel 1986 lo Yellow Kid quale miglior sceneggiatore italiano e, a Sierre, Le Grand Prix des Alpages per la realizzazione del miglior albo straniero. I cinque albi della serie sono stati pubblicati in Italia, Francia, Germania, Finlandia, Norvegia, Svezia e Svizzera.
Su Il Giornalino pubblicò Avventura sull'Orinoco (disegni di Gianni de Luca), Taras Bul'ba (riduzione a fumetti del classico di Nikolaj Vasil'evič Gogol' – disegni di Rodolfo Torti), Costantino il Grande (disegni di Rodolfo Torti) e Una notte africana (disegni di Sergio Toppi).
Con il disegnatore argentino Juan Giménez realizzò Gli occhi dell'apocalisse, pubblicata in Italia, Francia, Spagna, Stati Uniti d'America, Germania, Corea del Sud e più volte ristampata. Per la casa editrice Universo la serie Niko Slavo (su disegni di Marcelo Frusin).
Per il quotidiano Metro realizzò una serie di storie ambientate a Roma con protagonista Leo Greco (disegni di Rodolfo Torti) e l'albo Città eterna, pubblicato sia in Italia che in Francia e Ombre sulla Piazza Rossa (disegni di Giancarlo Alessandrini), pubblicata in albo in Italia e Francia e, a puntate, sul quotidiano francese France Soir; sempre per i disegni di Giancarlo Alessandrini è pubblicata, su Comic Art, la serie Anastasia Brown.
Per la Delcourt Productions pubblicò La guerra dei maghi (con Carlos Trillo, disegni di Domingo Mandrafina), Farfalle colorate (disegni di Rodolfo Torti), entrambi pubblicati in Italia dall'Aurea editoriale, e scritto Lacrime d'oppio (disegni di Giancarlo Caracuzzo) e “Il manoscritto proibito (disegni di Paolo Grella).
Dal 1988 al 1990 fu consulente per i soggetti e le sceneggiature delle riviste Splatter e Mostri, della casa editrice Acme s.r.l,
Dal 1990 al 1992 fu Direttore editoriale della rivista Torpedo (Acme s.r.l).
Dal 1997 al 2001 fece parte, con Vincenzo Cerami, Giuseppe Tornatore, Vincenzo Mollica, Andrea Camilleri, Roberto Cotroneo, Umberto Marino e Giuliano Montaldo, del corpo docente CentroLAB di Roma.
Continuò la sua attività di sceneggiatore per l'Aurea editoriale e la Delcourt Productions; fu Direttore editoriale della Kawama srl e curatore dei corsi di Entertainment Media presso la sede di Roma della Scuola Internazionale di Comics.

## Riconoscimenti
- Premio Yellow Kid al Salone Internazionale dei Comics (1986)